# Jeppe Gjervig Gram
Jeppe Gjervig Gram (født 10. juni 1976 i Odense) er en dansk manuskriptforfatter.
Gram er uddannet fra Den Danske Filmskole i 2007 og har slået sit navn fast som forfatter med den succesfulde tv-serie Borgen (2010-2013), som han er ophavsmand til sammen med hovedforfatter Adam Price og filmskolekammeraten Tobias Lindholm.
Han har skrevet manuskriptet til halvdelen af Borgens afsnit og har vundet 'den britiske Oscar', BAFTA-prisen, for sit arbejde på tv-serien.
Tidligere har han været fast episodeforfatter på tv-serien Sommer (2008-09).
Jeppe Gjervig Gram bor på Nørrebro i København.

## Eksterne kilder og henvisninger
- Jeppe Gjervig Gram på Internet Movie Database (engelsk)
- Jeppe Gjervig Gram på Filmdatabasen
- Jeppe Gjervig Gram på danskefilm.dk
- Jeppe Gjervig Gram på Scope
- Jeppe Gjervig Gram på AlloCiné (fransk)
- Jeppe Gjervig Gram på The Movie Database (engelsk)